# پورتناهاون
پورتناهاون (به انگلیسی: Portnahaven) یک روستا در بریتانیا است که در آرگایل و بوت واقع شده‌است.